# 32931 Ferioli
32931 Ferioli este un asteroid din centura principală de asteroizi.

## Descriere
32931 Ferioli este un asteroid din centura principală de asteroizi. A fost descoperit pe 26 septembrie 1995 la Sormano de Piero Sicoli și Pierangelo Ghezzi. Asteroidul prezintă o orbită caracterizată de o semiaxă mare de 3,04 ua, o excentricitate de 0,15 și o înclinație de 8,7° în raport cu ecliptica.